# ジュニアミュージカル
ジュニアミュージカルは、ファミリー向けに行なわれるミュージカル公演であるファミリーミュージカルの一形態で、主に子役や中高生のキャストが、主演あるいは中心になって行うミュージカルのことである。1997年にミクロコスモスの芸術監督であった犬石隆が創作した造語である。比較的同義語として、1988年に小椋佳が命名した「こどもミュージカル」、または「キッズミュージカル」という用語が使われることもある。

## ジュニアミュージカルの歴史
日本で、ジュニアミュージカルが最初に上演されたのは1980年1月に小椋佳のプロデュースにより博品館劇場にて主にブロードウェイのミュージカルに出演する子役で編成されたミュージカルショー『Turn On The Heat』であると認められる。この作品は8月にも改題され再演されている。
ジャンルとして確立するのは、1986年にブロードウェイミュージカル『アニー』の日本テレビ版が上演されてからである。その後、1987年に、オリジナルミュージカルの新作を毎年上演する「アルゴミュージカル」が開幕した。『アニー』は今日まで毎年公演されている。
東宝は1990年に『オリバー!』を制作している。また、「世界名作劇場」を原作としたファミリーミュージカルを毎年上演していたイマジンミュージカルは、当初は若手アイドルをメインキャストにしていたが、1990年代に入って『トラップ一家物語』等、子役を中心とした作品も上演するようになった。そして、玩具製造の大手バンダイが『大草原の小さな家』、『美少女戦士セーラームーン』シリーズを1990年代に相次いで制作し、この分野もにぎやかとなる。
1991年には南青山少女歌劇団が結成され、1997年にジュニアミュージカルカンパニー「ミクロコスモス」が結成されている。ともに現在では活動を休止しており、劇団形式でのミュージカル公演はこの分野では難しいものと思われる。
プロデュース形式での上演はその後も盛んに行なわれている。1995年10月以来、毎年のように「GANg」の公演をおこなっている郡司企画を始め、劇団四季出身の桝川譲治・羽永共子が主宰するジョーズカンパニーや、児玉事務所などが主な制作者として挙げられる。2000年からはミュージカル『葉っぱのフレディ〜いのちの旅〜』が黒岩祐治プロディースにより上演されているが、『アニー』出演経験者も多く、子役レベルが高いなどで近年人気が高い。
また、地方公共団体や地場のバレエスタジオや合唱サークルが主催する市民ミュージカルの活動も盛んである。予算などの関係から大人の活動が難しいため、勢い、ジュニアミュージカルと言って良いキャスト構成となっている場合が殆どである。国連ミュージカルの作品群がこの顕著な例といえる。また、児童合唱団が定期演奏会でミュージカルを上演するといった例も増え、上演ビデオを一般発売しているような児童合唱団もある。
アメリカではこのような活動はワークショップとプレイが中心のK4Bとミュージカルショーが主体のブロードウェイキッズが代表的である。

## ジュニアミュージカルの事情
作品は、子供向けの作品も多いため、ファミリー物と理解されてしまうために演劇作品としては評価がされない場合がほとんどである。ただ、原作などのタイアップなど権利関係が難しいため、オリジナルミュージカル作品が多く制作されているのが特徴である。
ジュニアミュージカルが頻繁に上演されるようになってから、ミュージカルを中心に活躍する子役たちが現れた。その子役たちを一般的に「ミュージカル子役」もしくは女の子の場合は「ミュージカル少女」と呼んでいる。女の子を中心としたアイドル化の傾向は、アルゴミュージカルの選抜チームであるファイヤー･クラッカーズが先駆けとなり、南青山少女歌劇団の旗揚げから顕著になった。ミュージカル公演のアイドルイベント化によって公演内容よりも女の子のキャスティングへの興味の対象の比重が大きくなり、作品のレベルが上がらない弊害も指摘されつつある。ミュージカル少女のファンの中には、作品を観賞せずに、劇場周辺を徘徊し、出演者や観客として来ている少女たちを撮影することを目的とする者が多数いるのが現状である。また、男の子の人材の少なさも深刻である。
また、2000年代に入ってこの分野の出身者である河野由佳、森山未來、笹本玲奈、山崎育三郎、富田麻帆などが東宝ミュージカルで主演級で出演を果たし、河合篤子、俵和也、中村友里子なども継続的にアンサンブルで出演していること、また宝塚歌劇団や劇団四季の劇団員も多数輩出しており、日本ミュージカル界にとって欠かせない「養成の場」となっている。